# 瀧口吉良

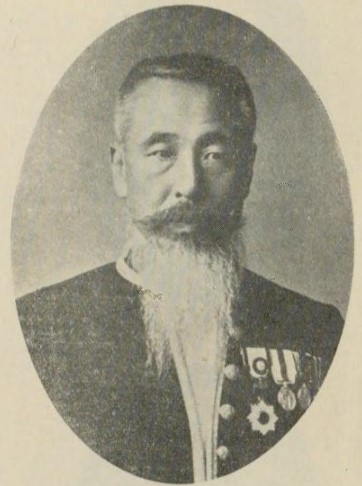
瀧口吉良

瀧口 吉良（たきぐち よしなが、1858年12月2日（安政5年10月27日） - 1935年（昭和10年）8月18日）は、明治期山口県の銀行家、政治家。号は明城。勲四等旭日小綬章

## 経歴
長門国阿武郡明木村（現・萩市）生まれ。父は治三という。1881年（明治14年）慶應義塾を経て寄宿舎に入る。
山口県会議員（4期当選）、県会議長を経験。1890年、山口県から第一回貴族院多額納税者議員に互選され、同年9月29日に任命された。農商務省嘱託委員として1900年のパリ万国博覧会に派遣される。伊藤博文の紹介で立憲政友会に入り、1904年（明治37年）には衆議院議員に当選。日清戦争の功で銀杯を下賜され、日露戦争の功で勲四等に叙す。長防貯蓄銀行頭取となる。

## 親族
- 妹 福田トミコ（福田民平の妻）[2]